# 羽生市消防本部
羽生市消防本部（はにゅうししょうぼうほんぶ）は、埼玉県羽生市の消防部局（消防本部）。管轄区域は羽生市全域。

## 概要

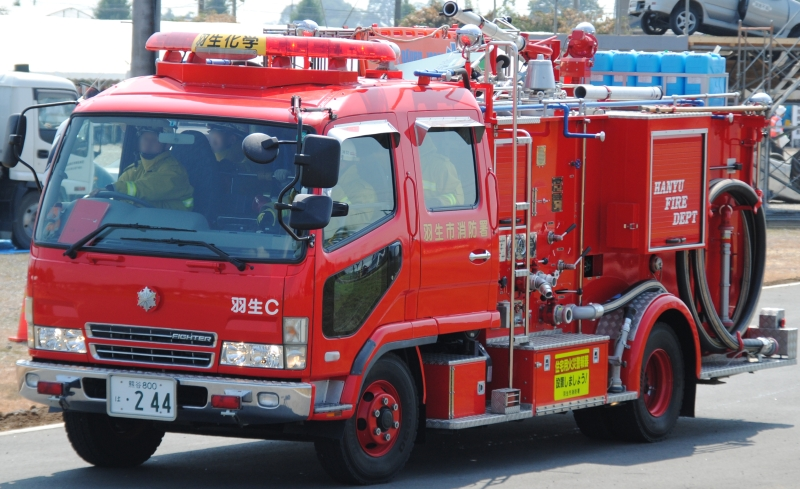
化学車
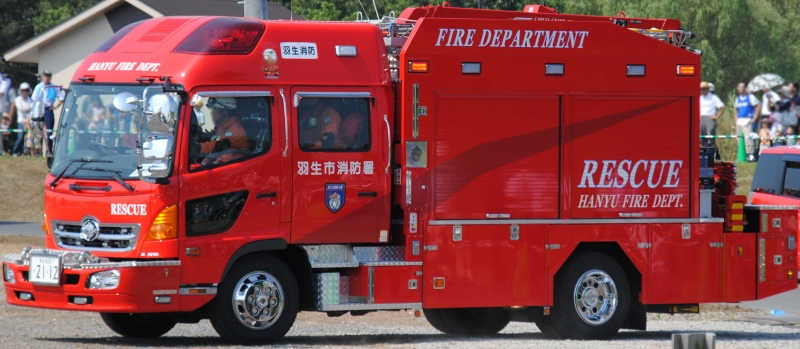
救助工作車
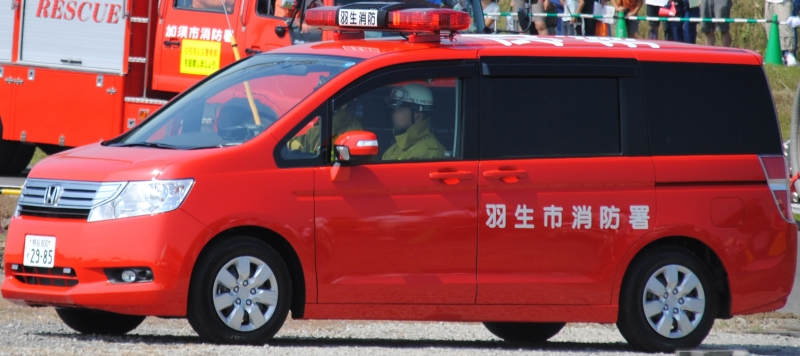
指揮車

- 消防本部：羽生市大字藤井下組990-1
- 管内面積：58.55km2
- 職員定数：79人
- 消防署1カ所、分署1カ所
- 主力機械（2022年3月31日現在）
  - 普通消防ポンプ自動車：3
  - 水槽付消防ポンプ自動車：2
  - 化学消防自動車：1
  - 救助工作車：1
  - 高規格救急自動車：5
  - 指揮車：1
  - 指令車︰1
  - その他：7

- 化学車
- 救助工作車
- 指揮車

## 沿革
- 1960年10月　羽生市消防本部・羽生市消防署を開設。
- 1974年4月　消防庁舎が完成。
- 1978年4月　西分署を開設。
- 1993年3月　新消防庁舎が完成。

## 組織
- 本部－総務課、予防課
- 消防署

## 消防署
| 消防署       | 住所              | 分署                   |
| ------------ | ----------------- | ---------------------- |
| 羽生市消防署 | 大字藤井下組990-1 | 西：大字上岩瀬718番地1 |

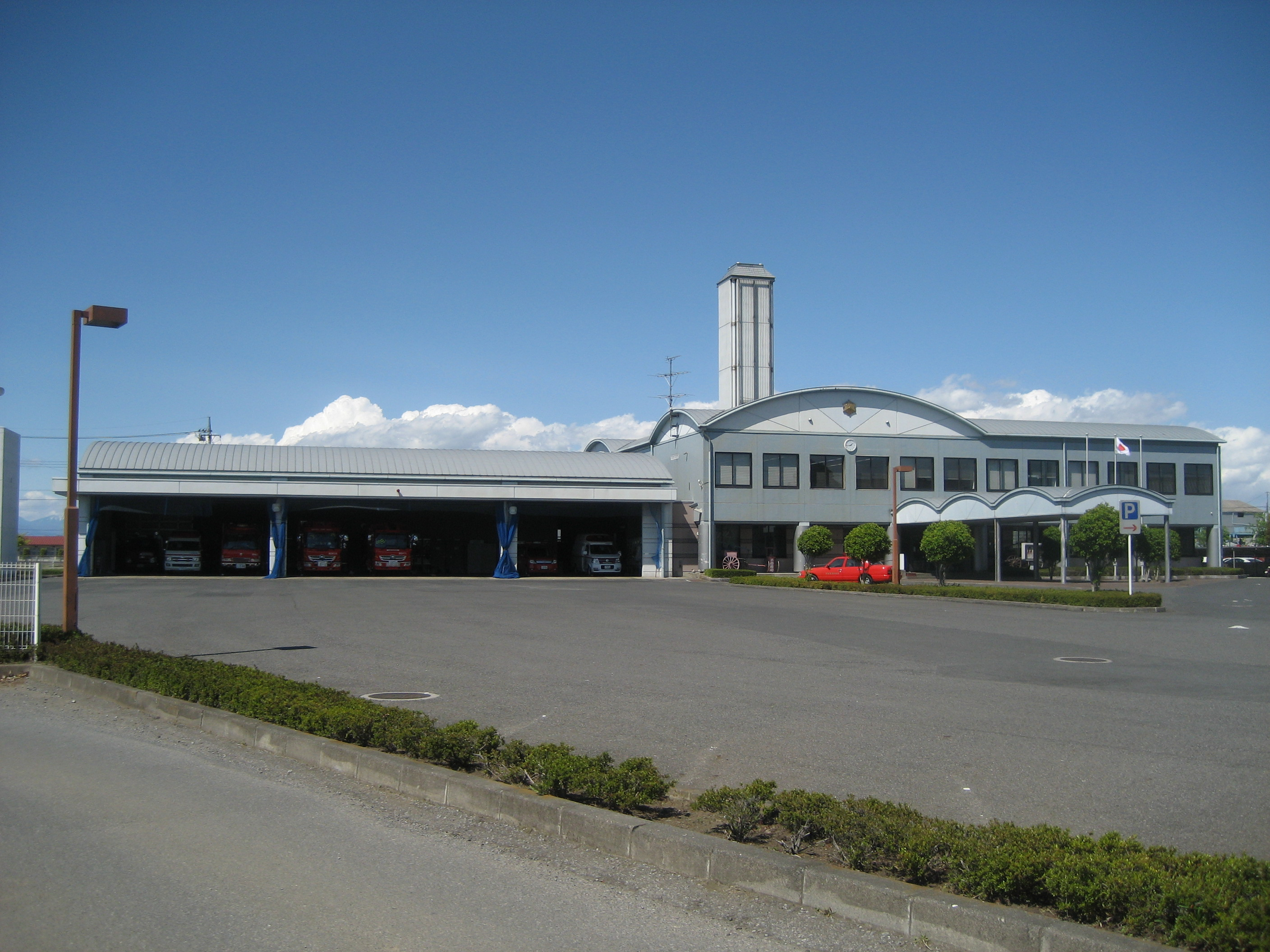
羽生市消防署
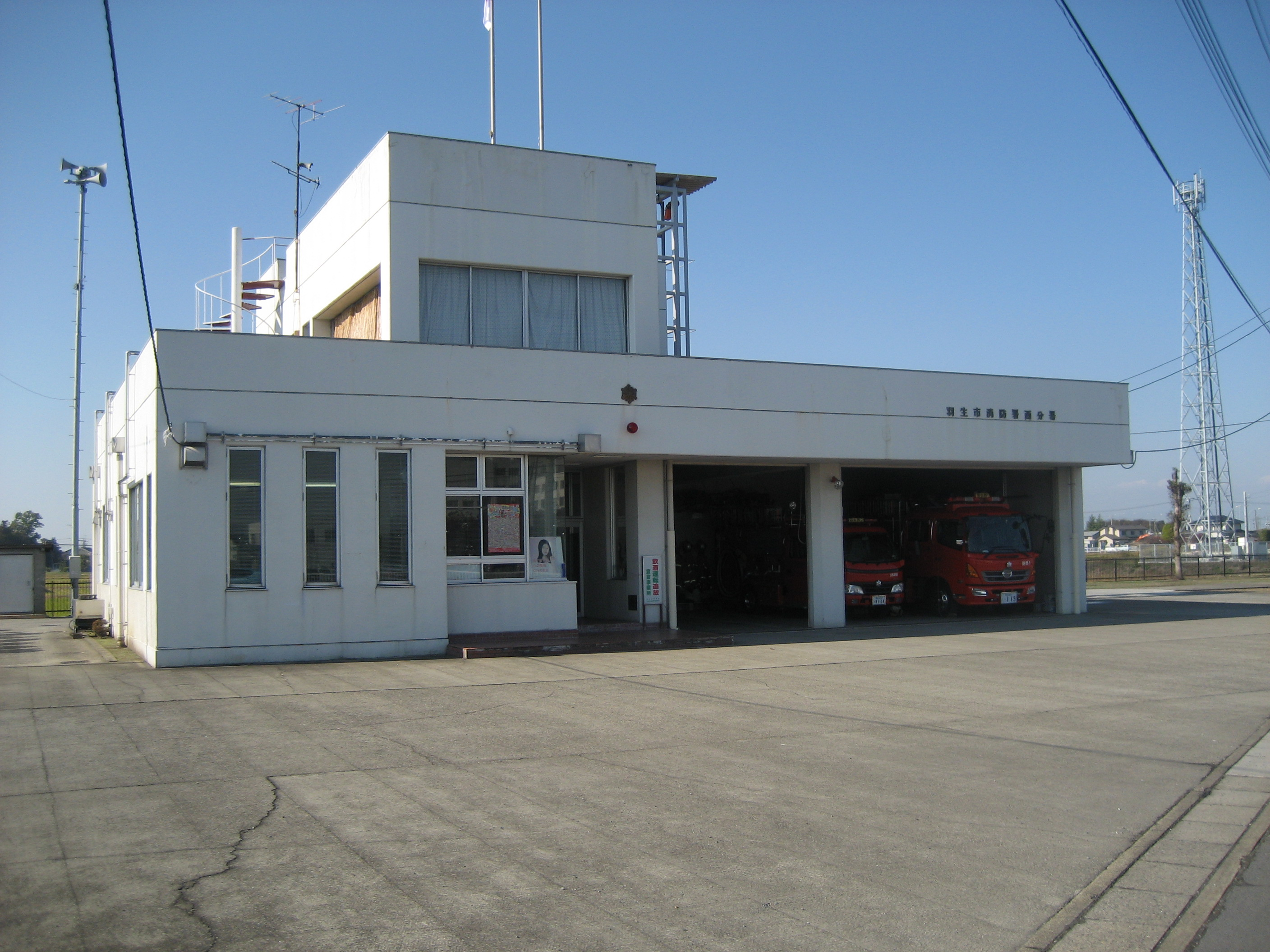
西分署